# Sprießung

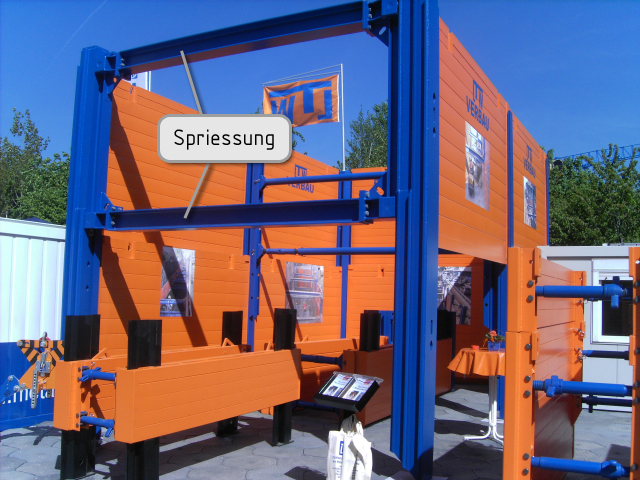
Sprießung in Verbauwand

Die Sprießung (auch Verstrebung) bezeichnet die Aussteifung einer Verbauwand im Grabenbau und leitet sich von dem Wort Sprosse ab. Früher verwendete man Hartholzbalken aus Eiche oder Buche, heute sind dagegen hauptsächlich Sprießungen aus Stahl im Einsatz.
Die Verbauwand besteht aus zwei Stahlwänden und mehreren Sprießungen, die die Stahlwände aussteifen. Zusammen bilden diese Teile eine Einheit. Ohne die Sprießung wäre es nicht möglich, eine Verbauwand einzubauen, da der anfallende Erddruck den Graben rasch zum Einsturz bringen würde. Nur bei sehr standfesten Böden und geringen Grabentiefen kann auf eine Verbauwand mit Sprießung verzichtet werden. Die Berufsgenossenschaft Bau schreibt deshalb vor, dass ein Graben ab einer Tiefe von 1,25 m nicht ohne Wandsicherung ausgeführt werden darf. Trotzdem kommt es immer wieder zu tragischen Unfällen, da diese Vorschrift nicht beachtet wird.